# Barthélemy Baudrand
Pour les articles homonymes, voir Baudrand.
Barthélemy Baudrand, né à Névache le 18 septembre 1701 et mort à Lyon le 3 juillet 1787 est un prêtre jésuite français, et écrivain spirituel de renom. Il est l’auteur de nombreux ouvrages ascétiques, dont la plupart furent publiés de manière anonyme.

## Biographie
Barthélemy Baudrand nait le 18 septembre 1701 dans un lieu qui varie selon ses différents biographes, et qui peut être Vienne, Vincennes ou Névache,, mais selon la version la plus vraisemblable à Névache. Il est le fils d'Antoine Baudrand et de Marie Faure, son épouse,.
Il devient novice de la Compagnie de Jésus le 1er mars 1721 et enseigne d'abord les lettres et la rhétorique. De 1756 à 1758, il est préfet des études et directeur spirituel du « Collège Royal de Bourbon » à Aix. Il dirige ce collège en qualité de recteur de septembre 1759 à 1761.
Il participe à l'agitation anti-Janséniste de l'époque et développe un grand zèle, avec l'appui de l'archevêque Jean-Baptiste de Brancas, les congrégations liées aux jésuites. Il organise les processions des congrégations dont certaines, comme celle des artisans congréganistes, rassemblent plus de 800 personnes.
Les Nouvelles ecclésiastiques de 1762 l'accusent d'avoir commis, au détriment d'une noble dame d'Aix en provence, Mademoiselle de Villeneuve-Taoulet, dont il était le confesseur, des abus de faiblesse et des détournements de fonds sous la forme de prêts manuels non remboursés. L'affaire aurait été mi-étouffée, mi-arrangée à l'amiable et n'aurait jamais fait l'objet d'une plainte devant les tribunaux.
Après l'expulsion des jésuites de France, en 1763, il se retire à Lyon, rédige et publie de manière anonyme, des ouvrages spirituels et à l'usage des personnes dévotes dont les jésuites multiplient les éditions et les traductions. Ses ouvrages sont traduits en allemand dès 1776, sont publiés dans de nombreuses langues européennes et même en arménien.

## Œuvres
- Esprit d’Young, 1 vol., in-12° (traduction).
- Histoires édifiantes et curieuses, tirées des meilleurs auteurs, 1 vol., in-12°
- Panégyriques des saints, 1 vol., in-12°.
- L’âme élevée à Dieu par les réflexions et les sentiments pour chaque jour de chaque mois, 1 vol., in-12°
- L’âme contemplant les grandeurs de Dieu, 1 vol., in-12°.
- L’âme éclairée par les oracles de la sagesse dans les paraboles et les béatitudes évangéliques, 1 vol., in-18°.
- L’âme pénitente, ou le Pensez-y bien, 1 vol., in-16°.
- Barthélemy Baudrand, Histoires edifiantes et curieuses, ... avec des réflexions morales sur les différents sujets, Par l'auteur de l'Ame élevée a Dieu., t. premier, Rouen, Nicolas Labbey, 1786, 6e éd., 388 p., in-12
- Barthélemy Baudrand, L'Ame Religieuse élevée à la Perfection par les Exercices de la Vie Intérieure. Cinquième Edition, revue & considérablement augmentée, t. premier, Lyon, Perisse, Frères., 1779, 5e éd., 384 p., in-12
- Barthélemy Baudrand, L' Ame Élevée A Dieu, Par Les Réflexions Et Les Sentiments, Pour Chaque Jour Du Mois, t. premier, Lyon, Rusand, 1780, 8e éd., 502 p. (lire en ligne)
- Gémissements d’une âme pénitente, 1 vol., in-12°.
- L'âme affermie dans la foi, 1 vol. in-12°.
- L’âme se préparant à l’éternité, 1 vol. in-12°.
- L’âme fidèle, animée de l’esprit de Jésus-Christ, 1 vol. in-12°.
- L’âme sur le Calvaire, 1 vol. in 12°.
- L’âme intérieure, âme seule avec Dieu seul, 1 vol. in-18°.
- L’âme sanctifiée, ou, La religion pratique par la perfection de toutes les actions de la vie, 1 vol. in-12.
- L’âme religieuse, élevée à la perfection, 1 vol. in-12.
- L’âme embrasée de l’amour divin par son union au sacré-cœur de Jésus et de Marie, 1 vol. in-12°.
- Réflexions, sentiments et pratiques de piété, 1 vol. in-12°.
- Visites au saint Sacrement, revues et augmentées (traduites de saint Alphonse de Liguori), 1 vol. in-18°.
- Pratiques pour l’adoration du saint Sacrement, 1 vol. in-12°.
- Neuvaines au sacrés-cœurs de Jésus et de Marie, 1 vol. in-12°.
- Paraphrase des sept psaumes de la pénitence, 1 vol. in-24°.

v
- Aristide Albert, Biographie bibliographie du Briançonnais, canton de Briançon, Grenoble, A. Gratier, 1895, 256 p. (lire en ligne)
- Alexis Désessarts, Nouvelles ecclésiastiques ou mémoires pour servir à l'histoire de la constitution Unigenitus, Paris, (édition clandestine), 1760, 228 p. (lire en ligne)
- Alexis Désessarts, Nouvelles ecclésiastiques ou mémoires pour servir à l'histoire de la constitution Unigenitus, Paris, (édition clandestine), 1762, 208 p. (lire en ligne)
- François Xavier de Feller, Dictionnaire historique, ou histoire abrégée des hommes qui se sont fait un nom par le génie, les talents, les vertus, les erreurs : depuis le commencement du monde jusqu'à nos jours., Paris, Méquignon, 1819, 331 p. (lire en ligne)
- Jean Charles François de Ladoucette, Histoire, topographie, antiquités, usages, dialectes des Hautes-Alpes., Paris, Gide et Cie, 1848, 806 p. (lire en ligne)
- Adolphe Rochas, Biographie du Dauphiné, contenant l'histoire des hommes nés dans cette province qui se sont fait remarquer dans les lettres, les sciences, les arts, etc. ; avec le catalogue de leurs ouvrages et la description de leurs portraits., t. 1, Paris, Charavay, 1858, 464 p. (lire en ligne)
- Henri Rostolland, Névache et la vallée de la Haute-Clarée (Briançonnais), préfacé par Émile Roux-Parassac, Gap, éd. Louis-Jean, 1930, 320 p.